# Mieduniszki Wielkie
Mieduniszki Wielkie (Duits: Groß Medunischken) is een dorp in de Poolse Woiwodschap Ermland-Mazurië, in het district Powiat Goldapski. De plaats maakt deel uit van de landgemeente Banie Mazurskie en telt 100 inwoners.
De plaats ligt 10 kilometer ten noorden van Banie Mazurskie, 22 kilometer ten westen van Gołdap en 114 kilometer ten noordoosten van Olsztyn.